# Sesleria tatrzańska
Sesleria tatrzańska (Sesleria tatrae (Degen) Deyl) – gatunek rośliny z rodziny wiechlinowatych. Występuje w Polsce i na Słowacji. W Polsce rośnie w Tatrach oraz na jednym stanowisku w Sudetach w pobliżu Jaskini Niedźwiedziej. W Tatrach jest bardzo pospolita.

## Morfologia

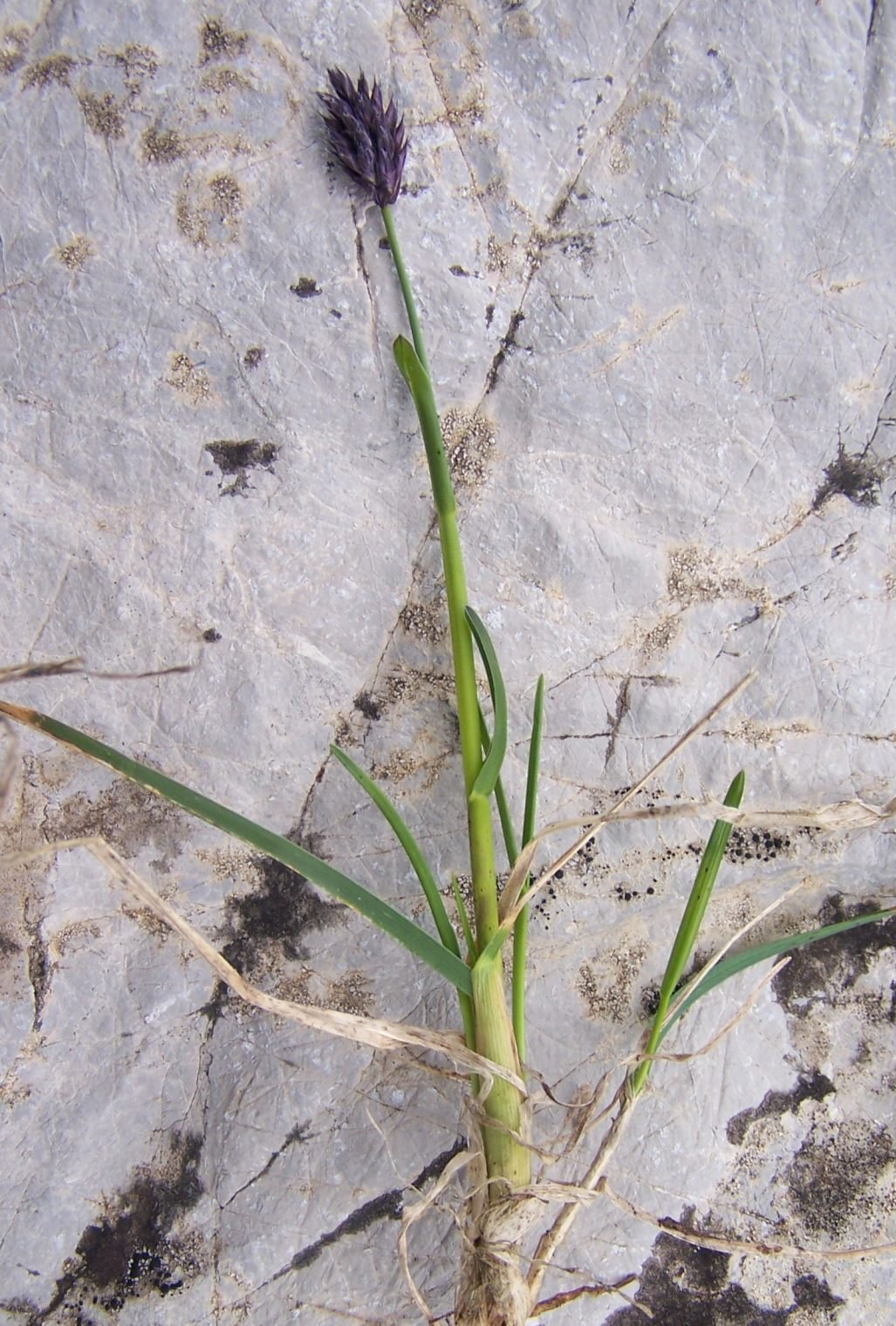

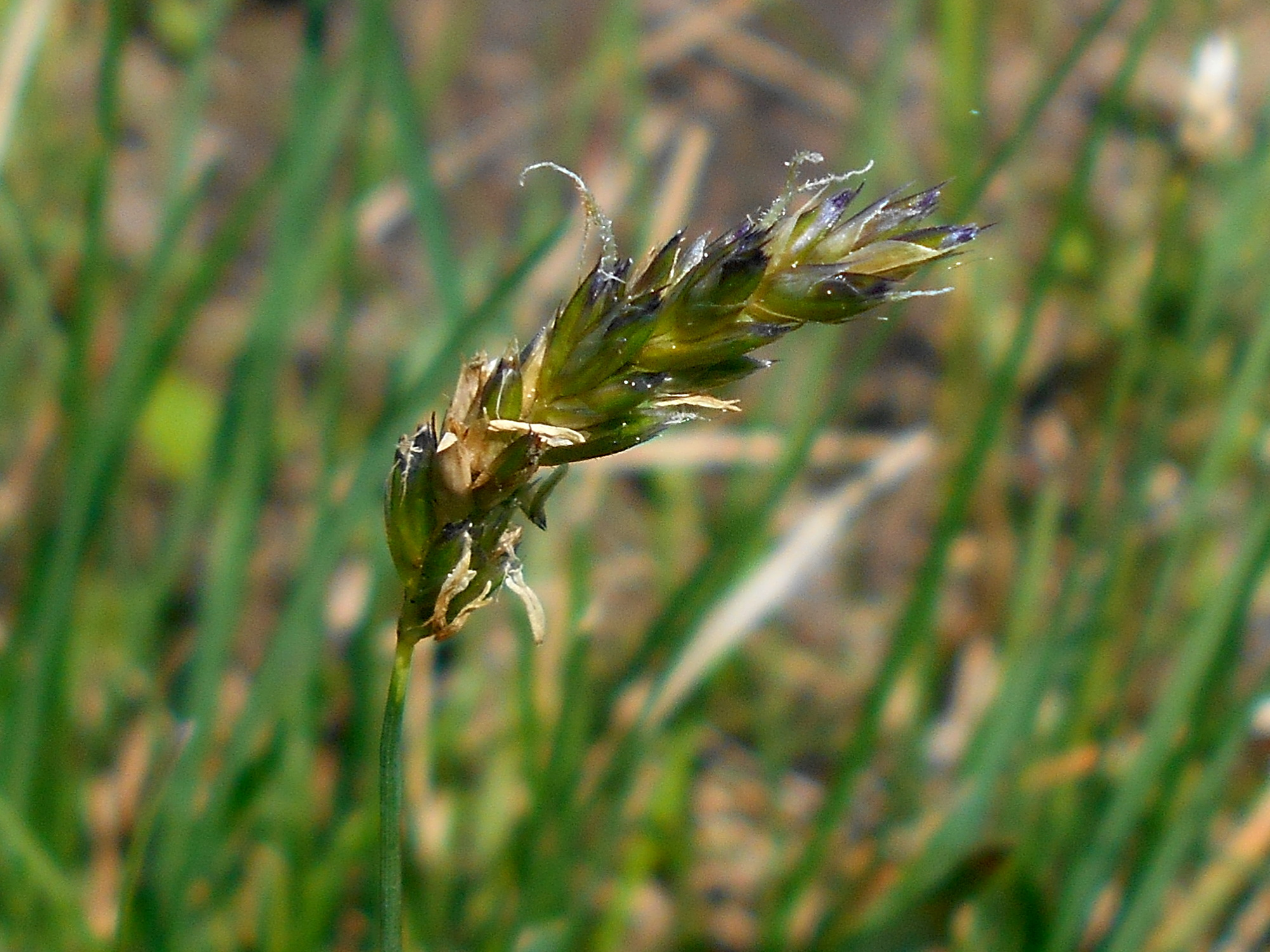
Kwiatostan

PokrójLuźnokępkowa roślina osiągająca wysokość 50 cm. Posiada pełzające kłącze.
LiściePłaskie, gładkie, o szerokości 2-6 mm, na górnej stronie blaszki zielone, bez owoszczenia. Mają niewyraźne, białe obrzeżenie. Górny liść łodygowy ma długość ponad 2 cm.
KwiatyDrobne, niepozorne, zebrane w główkowaty kwiatostan – zbitą, jajowatą lub walcowatą, krótką wiechę składającą się z 1–5 dwu-trzykwiatowych kłosków. Kłoski wyrastają na bardzo krótkich szypułkach i posiadają fiołkowogranatowe zabarwienie. W nasadzie dolnych kłosków występują błoniaste podsadki. Plewy są 1–4 nerwowe. Dolna plewka cała owłosiona, w dolnym kwiecie kłoska jej długość wynosi 1–4 mm, a na szczycie posiada 3–5 ząbków, przy czym boczne ząbki są bez ości. Górne plewki mają 2 ząbki lub 2 ości o długości do 1 mm. W każdym kwiatku 3 pręciki i 1 słupek z nitkowatymi znamionami wystającymi ku górze. Kwitnie od maja do sierpnia, a czasami powtarza kwitnienie jesienią. Kwiatostan roślin powtarzających kwitnienie jest nieco inny – ma przerywaną i dłuższą wiechę.

## Biologia i ekologia
- Rozwój: Bylina, hemikryptofit.
- Siedlisko: roślina górska, rośnie na halach i skałach, głównie na podłożu wapiennym (kalcyfit). Główny obszar jej występowania w Tatrach to piętro kosówki i piętro halne[6].
- W klasyfikacji zbiorowisk roślinnych gatunek charakterystyczny dla związku zespołów (All.) Seslerion tatrae[7].